# 再教育キャンプ
再教育キャンプ（英語: Reeducation camp）とは、名目上は職業訓練場であるが実際は強制収容所のことである。過去にはベトナム戦争時に建てられた"學習改造"（ベトナム語: học tập cải tạo）やクメール・ルージュ政権下で建てられたものなどが存在していたが、現在では中華人民共和国においてウイグル人を再教育するという名の下でウイグル人を中国化させるために再教育キャンプが使用されており、歴史的に見ても主に共産主義思想に基づいた比較的自由の制限された共産主義体制の国家で運用されることが多い。以下、各国の再教育キャンプについて述べていく。

## カンボジア
ポル・ポト率いるクメール・ルージュ政権下のカンボジアでは、都市文明や資本主義文明が否定され、プノンペンなど都市に住んでいた人々は"新人民"として農村に強制移住させられた。ノロドム王を追放し、革命組織のクメール・ルージュが政権を取ると、クメール・ルージュはオンカー（クメール語: អង្គការ）を名乗り、カンボジアは以後カンボジア・ベトナム戦争でベトナム軍がクメール・ルージュ政権を追放するまでオンカーに統治された。"新人民"は元から農村部で生活していた"旧人民"とは対照的に都市文明に汚されたものとされたため、差別と不平等に苦しんだ。こうした汚れた新人民の中でもとりわけ再教育キャンプに収容される対象となったのは、政治の話をしているのをオンカーの兵士に聞かれた者あるいはしていると疑われた者や、資本主義について肯定的なことを言った者などである。そのような人々はオンカーの兵士に再教育キャンプへ連行され、二度と戻ってくることはなかったという。

## 北朝鮮
北朝鮮では再教育キャンプが社会安全省によって設置されている。朝鮮労働党党員の悪口を言ったり怒りを買うようなことをした者は、事実に関わらず政治犯罪者として拘置場に連行され、そこで激しい拷問や脅迫によって嘘の自白をさせられることも少なくない。例えば李順玉という女性は、他の6人の囚人とともに跪いて氷点下を下回る温度の冷水のシャワーを浴びるといった拷問を受けている （他の6人の囚人は死亡した）。自白した者は裁判にかけられ再教育キャンプに収容されるが、飢えや拷問により、生き残る囚人は決して多くない。
再教育キャンプは、高い壁に囲まれた大規模な刑務所の建物の複合体である。囚人の窮状は、政治囚向けの「管理所」のそれと変わらない。彼らは刑務所の工場で奴隷労働を行わななければならない。彼らが仕事のノルマを達成できない場合は拷問され、（少なくとも价川強制収容所では）立ち上がったり完全に横になったりするには小さすぎる特別の独房に何日も閉じ込められる。

## 中国
中国語名の「再教育营」は中国が運営している新疆ウイグル再教育キャンプの通称として使われており、数百あるいは数千人ものウイグル人が中国国内の他の少数民族の人々とともに収容されている。中国当局は過激派やテロリストを"再教育する"という名目でウイグル人を収容しているが、実際は中国政府による"洗脳"や同化政策、不当な裁判、拘束が行われていると報告している公文書が存在している。

## ベトナム
"學習改造"（ベトナム語: học tập cải tạo）は、ベトナム戦争中に北ベトナム政府が運営していた強制収容所である。南ベトナム人やその軍人、共産主義支持者ではない人々の思考を再教育するため、などの目的で30万人を送り込んでいた。學習改造では過酷な重労働を強いられ、虐待や処刑などで最大17万がキャンプで死亡した。収容された人たちは10年から最大17年の間キャンプ内にいた。ハノイ市は、學習改造に収容された囚人へ戦争犯罪者のレッテルを貼ったことで、學習改造の存在を正当化した。1981年のベトナム政府がアムネスティ・インターナショナルに交わした回録によれば、學習改造に収容された囚人らは全員、1967年10月30日憲法第3条に規定された反革命罪に則って反逆罪となったとされている。この反逆罪の法定刑は懲役20年以上あるいは死刑であるが、これは文字通り囚人らに"再教育"を施すことが許されたのである。ベトナム政府はこの學習改造は最も人道的な見地に基づいて制定された刑罰であり、法を破った囚人にとっても"再教育"を受けられるので有利であるとしている。